# Tumby Bay (ort)
Tumby Bay är en ort i Australien. Den ligger i kommunen Tumby Bay och delstaten South Australia, omkring 240 kilometer väster om delstatshuvudstaden Adelaide.
Trakten är glest befolkad. Tumby Bay är det största samhället i trakten. Genomsnittlig årsnederbörd är 430 millimeter. Den regnigaste månaden är juni, med i genomsnitt 90 mm nederbörd, och den torraste är oktober, med 9 mm nederbörd.